# Eddie Costa
Eddie Costa était pianiste et vibraphoniste de jazz américain, né en 1930 et mort dans un accident de la route, en 1962
Eddie s’est illustré, tant comme pianiste que comme vibraphoniste. Sa carrière a été brève (de 1956 à 1962) mais très prolifique.
Comme sideman, on a pu l’entendre, auprès de Coleman Hawkins, Tal Farlow, Shelly Manne, Art Farmer, Clark Terry, Bob Brookmeyer, Woody Herman, Benny Goodman, John Lewis, Bobby Jaspar, Manny Albam, Herbie Mann, Nancy Wilson, George Shearing, Chuck Wayne, Urbie Green, John Carisi, Gigi Gryce, Eddie Sauter, John Mehegan, Hal McKusick, Sal Salvador, Michel Legrand, André Hodeir, …
Il a aussi enregistré quelques disques sous son nom (Guys and Dolls Like Vibes, House of Blues Lights, Eddie Costa Quintet, …) ou comme coleader d’un trio avec Vinnie Burke.
Il a, par ailleurs, eu une activité de musicien de studio, participant à quelques enregistrement de musique instrumentale de "variétés" ou accompagnant des artistes comme Johnny Mathis, Tony Bennett, Morgana King, …

## Discographie partielle

### comme sideman
- 1956 : Frank Socolow's Sextet : Sounds By Socolow, Bethlehem Records BCP-70
- 1958 : Legrand Jazz, Columbia CL 1250, Philips  B 77.324 L